# 范宏 (北朝)
范宏（513年—565年10月7日），字元洪，顺阳郡汝南县（今河南省驻马店市汝南县）人，东魏、北齐官员。

## 生平
高欢建立霸府后，范宏以奉朝请为起家官，升任虎贲中郎将，屡次升任安远将军、安东将军、银青光禄大夫，封千乘县散伯，又出任镇东将军、金紫光禄大夫、襄威将军，封武阳县开国男。北齐建立后，范宏出任使持节、都督南梁州诸军事、车骑将军、南梁州刺史、亲信都督，进爵为子爵，又兼任左右大都督。当时柔然入侵北齐边境，范宏奉命率军出征，击败柔然，因功加假仪同三司，食干真定县。皇建元年（560年），范宏加仪同三司，封丰阳县男，增加食邑六百户。同年范宏升任上仪同三司，又外任南汾州诸军事、南汾州刺史。范宏又升任开府仪同三司、武卫大将军，封临洮县开国侯。当时黄门郎高伏护随同皇帝前往并州，因为失言触怒皇帝，范宏为高伏护辩护受到牵连，于天统元年八月廿七日（565年10月7日）被杀，时年虚岁五十三。开皇廿年岁次庚申十一月丙戌朔十一日丙申（600年12月21日），范宏葬于雍州大兴县洪固乡胄贵里。

## 墓志
范宏曁妻李氏墓志，出土于西安市南郊长安区，志石今存民间。志文32行，满行32字，正书，有方界格。志石长57厘米、宽58厘米。墓志图文载在《陕西新见隋朝墓志》。

## 家庭

### 祖父
- 范提，并州刺史[1]

### 父亲
- 范迁，太原郡太守[1]

### 夫人
- 陇西李氏，封政和县君，又封乐平郡君[1]

### 子女
- 范伏陁，第七子[1]